# Billum Sogn
Billum Sogn er et sogn i Varde Provsti (Ribe Stift).
I 1800-tallet var Billum Sogn anneks til Janderup Sogn. Begge sogne hørte til Vester Horne Herred i Ribe Amt. Janderup-Billum sognekommune blev ved kommunalreformen i 1970 indlemmet i Varde Kommune.
I Billum Sogn ligger Billum Kirke.
I sognet findes følgende autoriserede stednavne:
- Billum (bebyggelse, ejerlav)
- Billum Enge (areal)
- Billum Gårde (bebyggelse)
- Billum Hede (areal)
- Billum Kær (bebyggelse)
- Bådsø (bebyggelse)
- Hannevang (bebyggelse, ejerlav)
- Holmen (areal)
- Kjelst (bebyggelse, ejerlav)
- Nørre Billum (bebyggelse)
- Tarp (bebyggelse)
- Tarpholm (bebyggelse)
- Vesterager (bebyggelse)